# Ana María Shua
Ana María Shua, all'anagrafe Ana María Schoua (Buenos Aires, 22 aprile 1951), è una scrittrice argentina.

## Biografia
Si è avvicinata alla letteratura e ne ha fatto la propria passione in questo modo: «A sei anni qualcuno mi ha messo in mano un libro con un cavallo in copertina. Quella stessa notte ero quel cavallo. Il giorno dopo non mi interessava altro. Volevo il mio mangime, preferibilmente l'avena, e una stalla con fieno pulito e asciutto. Credo di non aver mai sentito prima le parole avena e fieno, ma sapevo che, in quanto cavallo, avevo bisogno di conoscerle. Per una settimana avrei potuto essere Black Beauty, ma ero Azabache, in una traduzione intelligente e libera. Sono stata un cavallo da traino e un cavallo da passeggio, ho ricevuto colpi di frusta, sono quasi morta, sono stata salvata [...] e ho raggiunto l'ultima pagina. Poi, con un dolore terribile, sono tornato al mio corpo e ho alzato la testa: il resto del mondo era ancora lì. "Smettila, ti farà male", diceva mia madre. "Non leggere a tavola" diceva mio padre. Poi ho scoperto che avrei potuto ricominciare. Ed ancora ero Azabache e ancora e ancora. Più avanti ho capito che avrei potuto essere un pirata e molto altro, un uomo, un lamantino, orrore o pietra. Ciò che era appena iniziato nella mia vita non era un'abitudine: era una dipendenza, una passione, una follia.».
Ana María Shua ha iniziato a pubblicare opere all'età di 16 anni, con il suo libro di poesie El sol y yo, per il quale ha ricevuto un piccolo premio dal Fondo Nacional de las Artes e la Fascia d'onore della SADE. L'anno seguente ha completato la scuola secondaria obbligatoria (ESO) presso il Colegio Nacional de Buenos Aires ed è entrata nell'Università di Buenos Aires, dove nel 1973 ha ottenuto il titolo di Professoressa di lettere.
Nel 1975 sposò l'architetto e fotografo Silvio Fabrykant e l'anno seguente la coppia partì per la Francia, precisamente per Parigi, dove Ana María lavorò per la rivista spagnola Almanaque della casa editrice Cambio 16. La coppia tornò poi in Argentina nel 1977.
Nel 1980 ha vinto il premio della casa editrice Losada con il suo primo romanzo Soy paciente. L'anno seguente venne pubblicato il suo primo libro di fiabe Los Días de Pesca. Nel 1984 ebbe il suo primo successo di vendite con Los amores de Laurita e, in quello stesso anno, ebbe la possibilità di pubblicare La sueñera (brevi storie) che aveva iniziato a scrivere dieci anni prima.
Ha pubblicato i libri di racconti brevi Casa de Geishas, Botánica del caos, Temporada de fantasmas, Cazadores de letras (che riunisce gli altri quattro) e nel 2011 Fenómenos de circo, che uscì contemporaneamente a Madrid e Buenos Aires.
Nel 1994 ha ottenuto la borsa di studio Guggenheim per aver scritto il romanzo El libro de los recuerdos che tratta di una famiglia ebrea in Argentina.
Ha lavorato come giornalista, editrice e sceneggiatrice, adattando alcuni dei suoi romanzi, come Los amores de Laurita, che è stato portato al cinema nel 1986 da Antonio Ottone, e Soy Paciente, un progetto del regista Rodolfo Corral, che è stato girato ma mai reso pubblico. È coautrice della sceneggiatura del film ¿Dónde estás amor de mi vida que no te puedo encontrar? (1992), di Juan José Jusid.
Il suo romanzo La muerte como efecto secundario (1997) è stato incluso nell'elenco dei cento migliori romanzi pubblicati in lingua spagnola negli ultimi venticinque anni, stabiliti dal Congreso de la Lengua Española a Cartagena nel 2007.
Sempre nel 2007, fu pubblicato il suo romanzo El peso de la tentación, che tratta di un gruppo di pazienti obesi ammessi in una clinica di riabilitazione particolare.
Nel 2009 pubblicò tutte le sue storie in un'opera dal titolo Que tengas una vida interesante.
Il suo libro Contra el tiempo è una selezione delle sue storie pubblicata a Madrid con una prefazione e un'intervista di Samanta Schweblin.
Nel 2016 ha pubblicato il suo ultimo romanzo, Hija, e una giuria, composta da membri provenienti da Spagna, Messico e Argentina, le ha assegnato il 1º Premio Iberoamericano Juan José Arreola di minifiction.
Ana María Shua ha prodotto anche letteratura per bambini, pubblicata in tutti i territori ispanoparlanti. Proprio per queste opere dedicate ai bambini, ha ricevuto numerosi premi internazionali.
Alcuni dei suoi libri sono stati tradotti in una dozzina di lingue, tra cui inglese, francese, tedesco, italiano, portoghese, olandese, svedese, coreano, giapponese, bulgaro e serbo. I suoi racconti e brevi racconti compaiono in antologie pubblicate in tutto il mondo.

## Premi e riconoscimenti
- - Primo Premio stimolo del Fondo Nacional de las Artes per El sol y yo, 1967.
  - Fascia d'onore de la Sociedad Argentina de Escritores per El sol y yo, 1968.
  - Premio del Concurso Internacional de Editorial Losada per Soy paciente, 1980.
  - Premio Lista d'onore di ALIJA per La fábrica del terror.
  - Premio Los mejores (Banco del Libro /IBBY/, Venezuela) per La fábrica del terror.
  - Beca Guggenheim per la scrittura di El libro de los recuerdos, 1994.
  - Primo Premio Municipal (Buenos Aires) por "Miedo en el sur", 1994.
  - Premio Club de los Trece per La muerte como efecto secundario, 1997.
  - Primo Premio Municipal (Buenos Aires) per La muerte como efecto secundario, 1998.
  - Premio Konex - Diploma al Mérito 2004: Racconto: Quinquennio 1999-2003.
  - Premio Esteban Echeverría otorgado per Gente de Letras a la trayectoria como narradora, 2014.
  - Premio Konex de Platino 2014 - Cuento: Quinquennio 2009-2013[12].
  - Premio Nazionale di Cuento y Relato (2010-2013) per "Fenómenos de circo".
  - Premio Trayectoria in Literatura otorgado per Artistas Premiados Argentinos.
  - I Premio Iberoamericano Juan José Arreola di Minifiction.

## Opere

### Romanzi
- 1980 - Soy paciente, Losada, Buenos Aires (ristampato nel 1996 da Altaya, Buenos Aires, e Sudamericana, Buenos Aires)
- 1984 - Los amores de Laurita, Sudamericana, Buenos Aires (ristampato da Emecé Editores, Buenos Aires, 2006)
- 1994 - El libro de los recuerdos, Sudamericana, Buenos Aires
- 1997 - La muerte como efecto secundario, Sudamericana. Buenos Aires
- 2007 - El peso de la tentación, Emecé Editores, Buenos Aires
- 2016 - Hija, Emecé Editores, Buenos Aires
- 2017 - Una y mil noches de Sherezada, Ciudad de México, México

### Raccolte di racconti
- 1981 - Los días de pesca, Ediciones Corregidor, Buenos Aires
- 1988 - Viajando se conoce gente, Sudamericana, Buenos Aires
- 2002 - Como una buena madre, Sudamericana, Buenos Aires
- 2009 - Que tengas una vida interesante, Emecé, Buenos Aires

### Brevi storie
- - 1984 - La sueñera, Minotauro, Buenos Aires (ristampato da Emecé nel 2006)
  - 1992 - Casa de geishas, Sudamericana, Buenos Aires
  - 2000 - Botánica del caos, Sudamericana, Buenos Aires
  - 2004 - Temporada de fantasmas, Páginas de Espuma, Madrid
  - 2009 - Cazadores de letras, (unisce i precedenti quattro), Páginas de Espuma, Madrid[13]
  - 2011 - Fenómenos de circo, Páginas de Espuma, Madrid ed Emecé, Buenos Aires

### Poesia
- 1967 "El Sol y yo"
- 1998 "Las Cosas Que Odió y Otras Exageraciones"

### Saggi
- 2005 - Libros prohibidos, Sudamericana, Buenos Aires

## Filmografia
Interprete
- En el nombre del padre (2002) ...Se stessa

Sceneggiatrice
- ¿Dónde estás amor de mi vida que no te puedo encontrar? (1992)
- Los amores de Laurita (1986)
- Soy paciente (1986) (abbandonata)

Autrice
- Los amores de Laurita (1986)